# Äquatorialsonnenuhr (Frankfurt am Main)

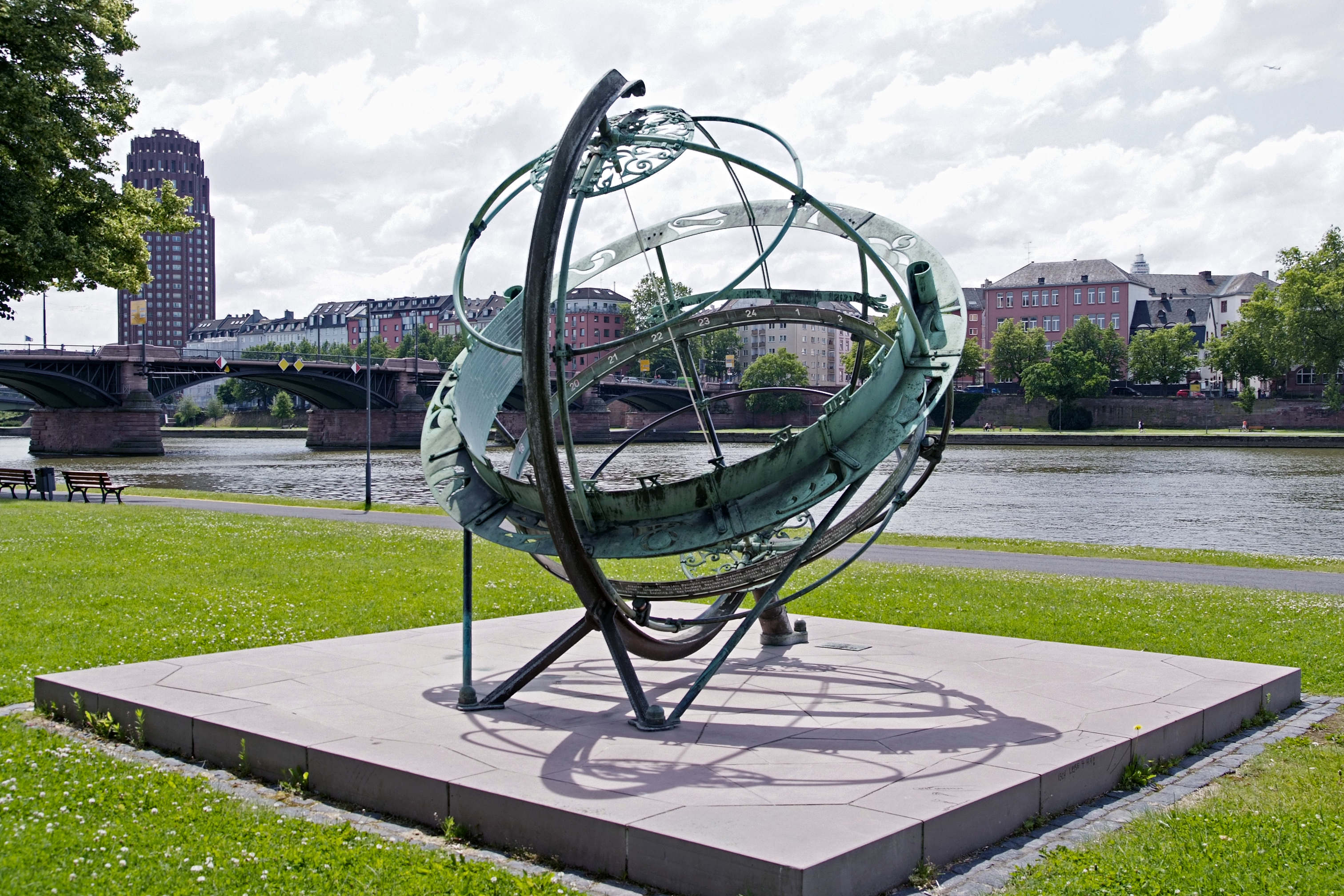
Die Frankfurter Äquatorialsonnenuhr am Mainufer, von Nordwest gesehen

Die Frankfurter Äquatorialsonnenuhr, gelegentlich auch als Kupferuhr bezeichnet, ist eine zusätzlich als Weltzeituhr gestaltete ringförmige Äquatorialsonnenuhr. Sie steht seit 2004 im Frankfurter Stadtteil Innenstadt auf einer Grünfläche westlich der Ignatz-Bubis-Brücke am Mainufer unterhalb der Schönen Aussicht. Bei ihrer Einweihung im Jahre 1951 galt die Frankfurter Äquatorialsonnenuhr als größte Sonnenuhr ihrer Art in der Welt.

## Funktion als gewöhnliche Sonnenuhr und als Weltzeit-Sonnenuhr

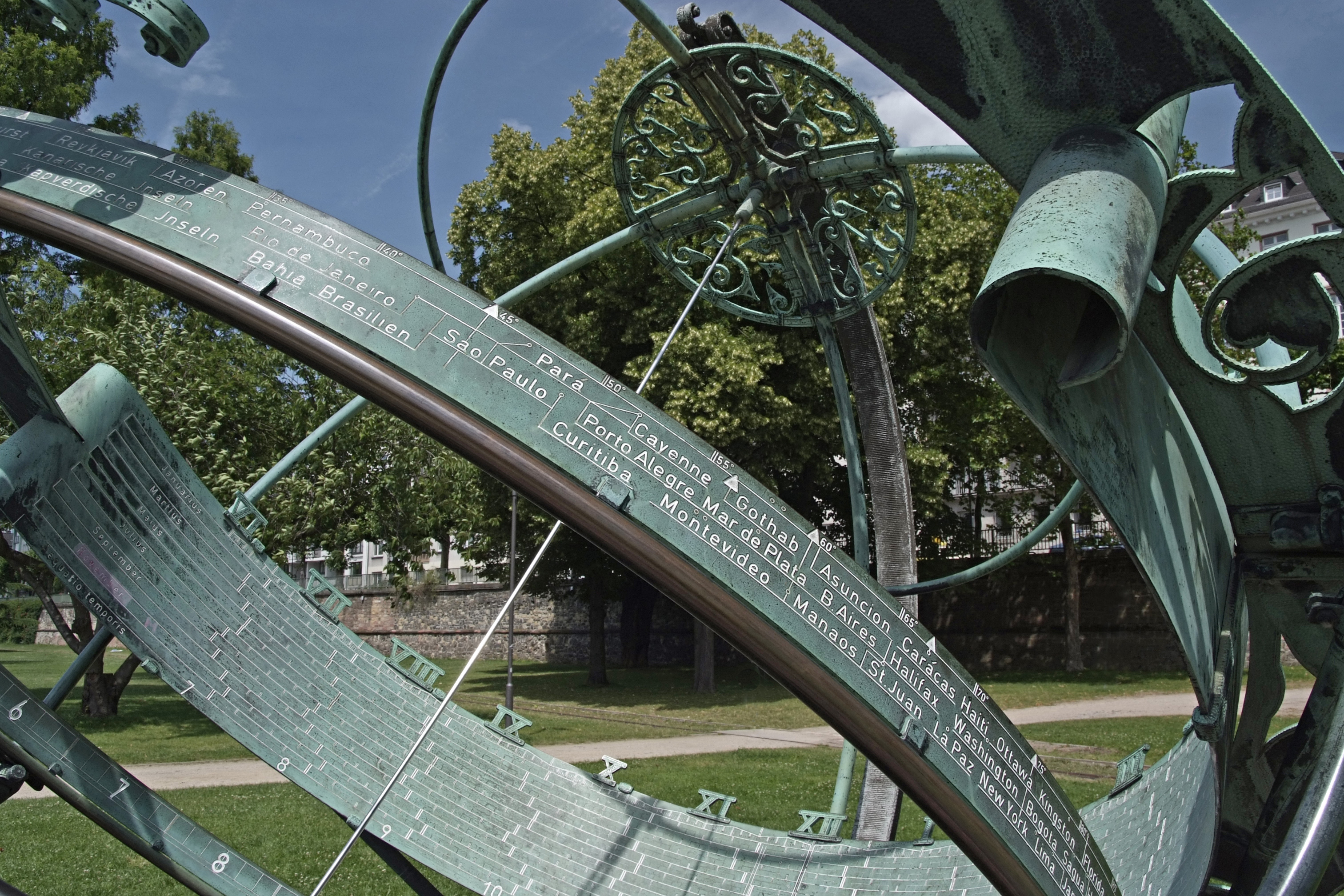
Weltzeitring (schmal und vorn),
Skalenband für die Tageszeit (breit und hinten)

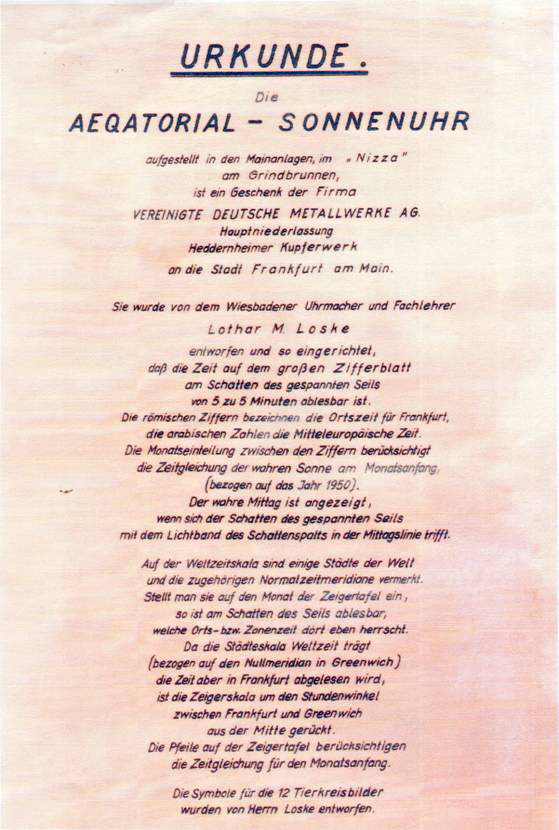
Schenkungsurkunde der Vereinigten Deutschen Metallwerke mit Funktionshinweisen

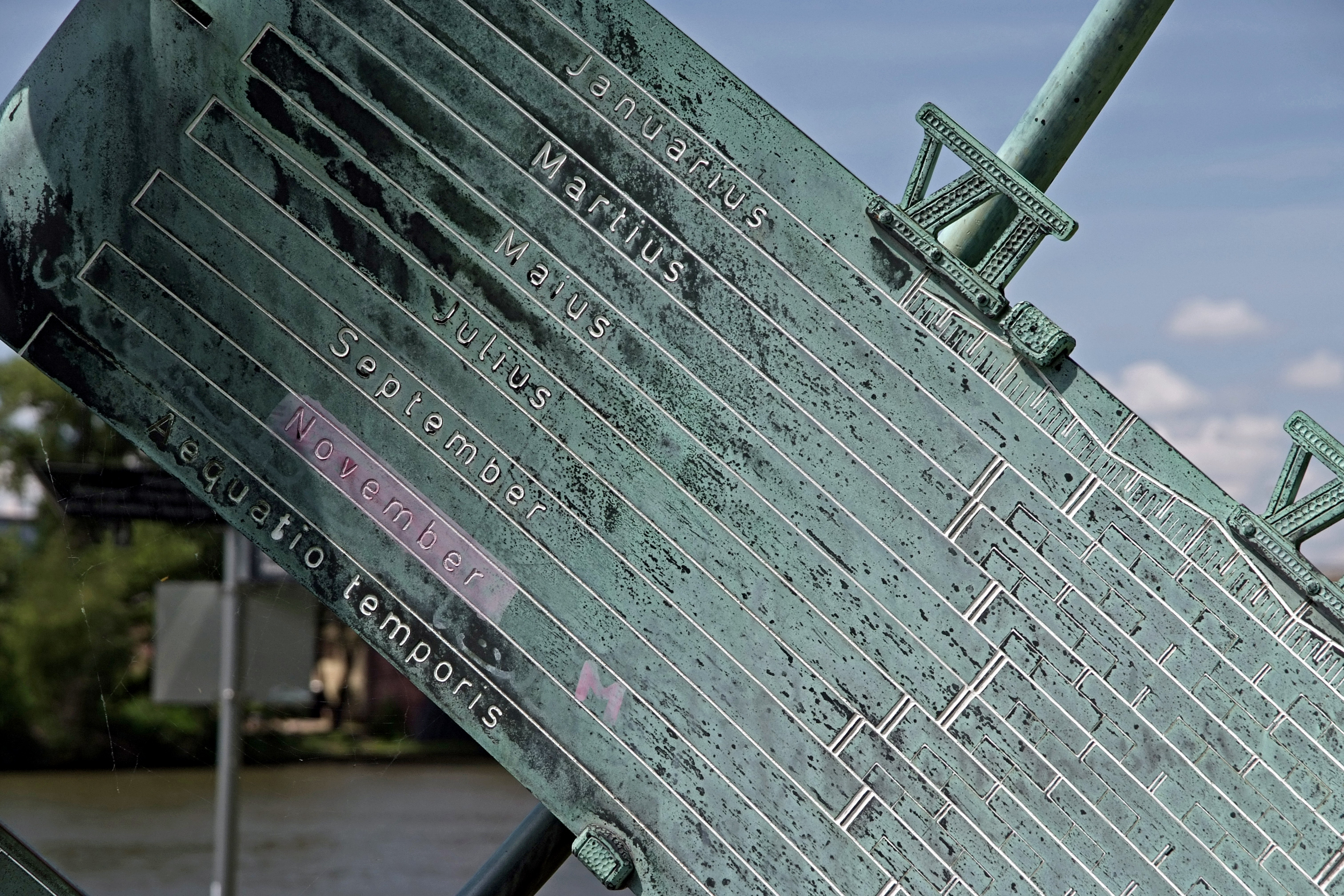
Skalenband: für jeden Monat eine Skala

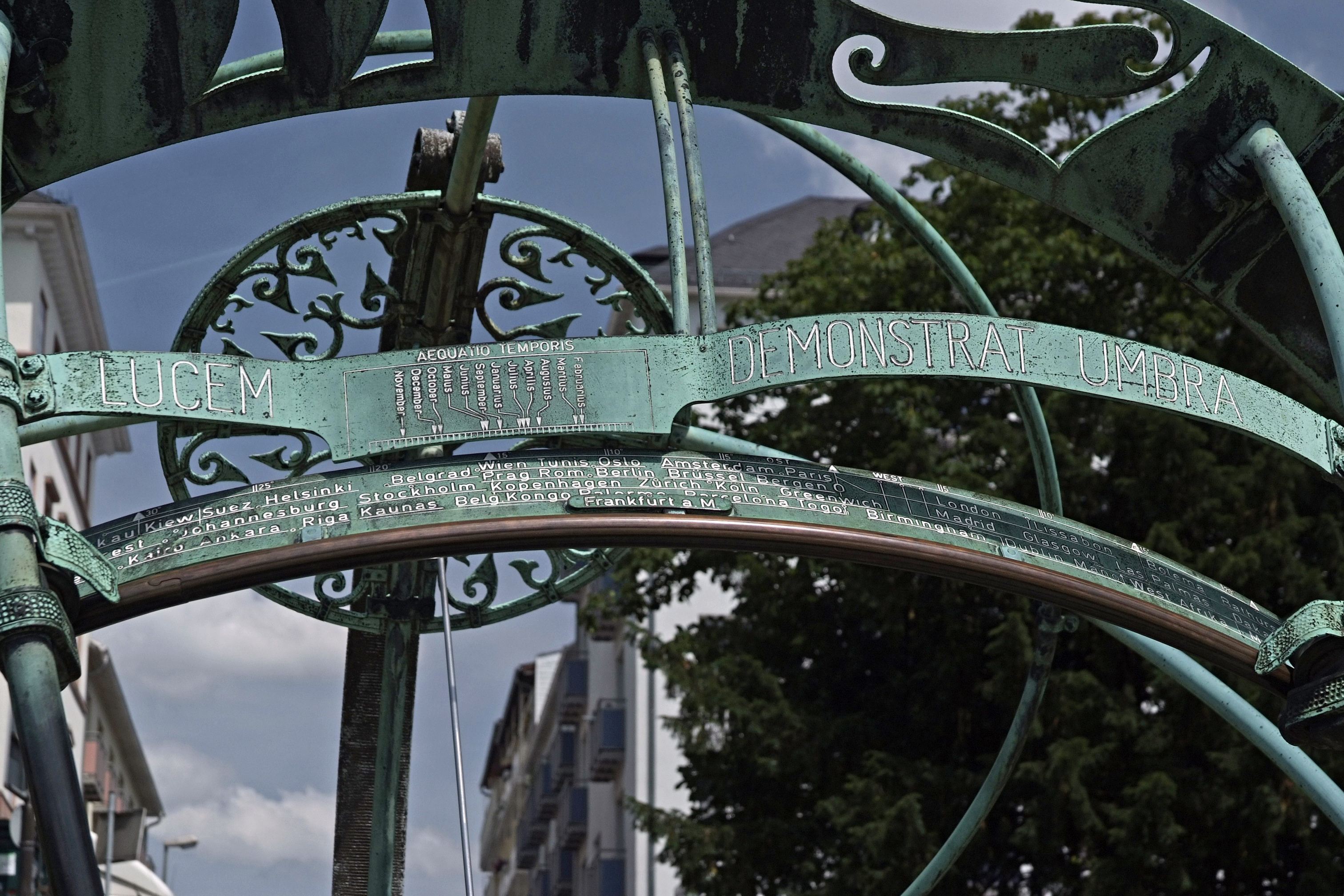
Lucem demonstrat umbra
Erst der Schatten zeigt das Licht,
in der Mitte die monatlich wechselnde Einstellmarke für den Weltzeitring

Die Skala zur Anzeige der Tageszeit befindet sich auf dem Äquator der als Armillarsphäre ausgeführten Sonnenuhr. Als Schattenwerfer dient ein  zwischen den Himmelspolen montierter Stab (Polstab). Das breite Skalenband  enthält für jeden der zwölf Monate eine eigene Skala, die den Zeitausgleich beachtet und die mitteleuropäische Zeit anzeigt. Am oberen Rand der breiten Skala sind römische Ziffern zur Anzeige der wahren Ortszeit angeheftet.
Ein zum Hauptskalenband paralleler und schmaler Ring ist der Weltzeitring mit auf ihm von 200 Städten rund um den Erdball angegebenen Namen. Er ist um die Himmelsachse bzw. den Polstab drehbar. Wird er von der Stellung für Frankfurt nach Ost oder West auf eine Stellung für eine andere Stadt gedreht, so wird auf seiner Innenfläche nicht mehr die Frankfurter, sondern die in der gewählten Stadt herrschende Zeit angezeigt. Diese Einstellung kann sowohl für die Anzeige deren wahrer Ortszeit als auch deren Zonenzeit vorgenommen werden. Zur Anzeige der Zonenzeit muss beim Einstellen auf den momentanen Monat geachtet werden (siehe drittes der nebenstehenden Fotos). Ist die wahre Ortszeit gewünscht, wird auf den 1. September eingestellt. Das ist einer von vier Tagen im Jahr, an dem der Zeitausgleich null ist. Bleibt der Ring in seiner Frankfurter Position, so ist auf dem Längengrad, auf den der Schatten des Polstabs fällt, gerade Mittag. Letztere Anwendung ist die übliche bei einfachen Weltzeituhren, bei denen der Ring nicht drehbar ist.

## Daten und Geschichte
Die größtenteils aus Kupfer gefertigte Uhr wiegt bei einem Durchmesser von 3,6 Metern ungefähr 1000 Kilogramm. Der Haltebügel der Uhr besteht aus galvanisch verkupfertem Stahl, da eine Kupferkonstruktion für das Gewicht der Uhr zu schwach gewesen wäre. Ursprünglich fehlte auf dem Weltzeitring die Markierung Frankfurts, sie wurde nachträglich auf einem Schild am Weltzeitring angebracht.
Die Frankfurter Äquatorialsonnenuhr geht auf eine Idee des Ingenieurs und Uhrmachers Lothar M. Loske (1920–1992) zurück, der sie Ende der 1940er Jahre entwarf. Ausgeführt wurde der Bau der Uhr mit einer Bauzeit von zwei Jahren von den Vereinigten Deutschen Metallwerken (Heddernheimer Metallwerke). Für den Bau, den Transport und das Aufstellen wurden insgesamt 6000 Arbeitsstunden benötigt; die Baukosten betrugen 21.000 DM. Mit der Bauausführung war die Ingenieurin Hildegard Langeloth betraut, Unterstützung mit astronomischem Fachwissen erhielt sie von ihrem Ehemann Kurt Langeloth. Die Sonnenuhr wurde am Untermainkai in der Parkanlage Nizza (⊙) aufgestellt und am 26. April 1951 eingeweiht. Die Heddernheimer Metallwerke übergaben die Uhr als Geschenk an die Stadt Frankfurt.
Da die Bäume am Nizza so hoch geworden waren, dass sie die Uhr beschatteten, und man Platz für den Neubau eines Restaurants benötigte, wurde die Sonnenuhr im Jahre 2004 nach einer Restaurierung um 1,4 Kilometer nach Osten an ihren heutigen Standort versetzt. Dabei erhielt sie einen neuen Steinsockel. Der am ursprünglichen Sockel angebrachte Tritt, der kleineren Personen die leichtere Bedienung des Weltzeitrings ermöglichen sollte, wurde dabei weggelassen. Die im ehemaligen Tritt in einer Rolle untergebrachte Schenkungsurkunde wird seitdem im Institut für Stadtgeschichte der Stadt Frankfurt aufbewahrt.

## Bildergalerie

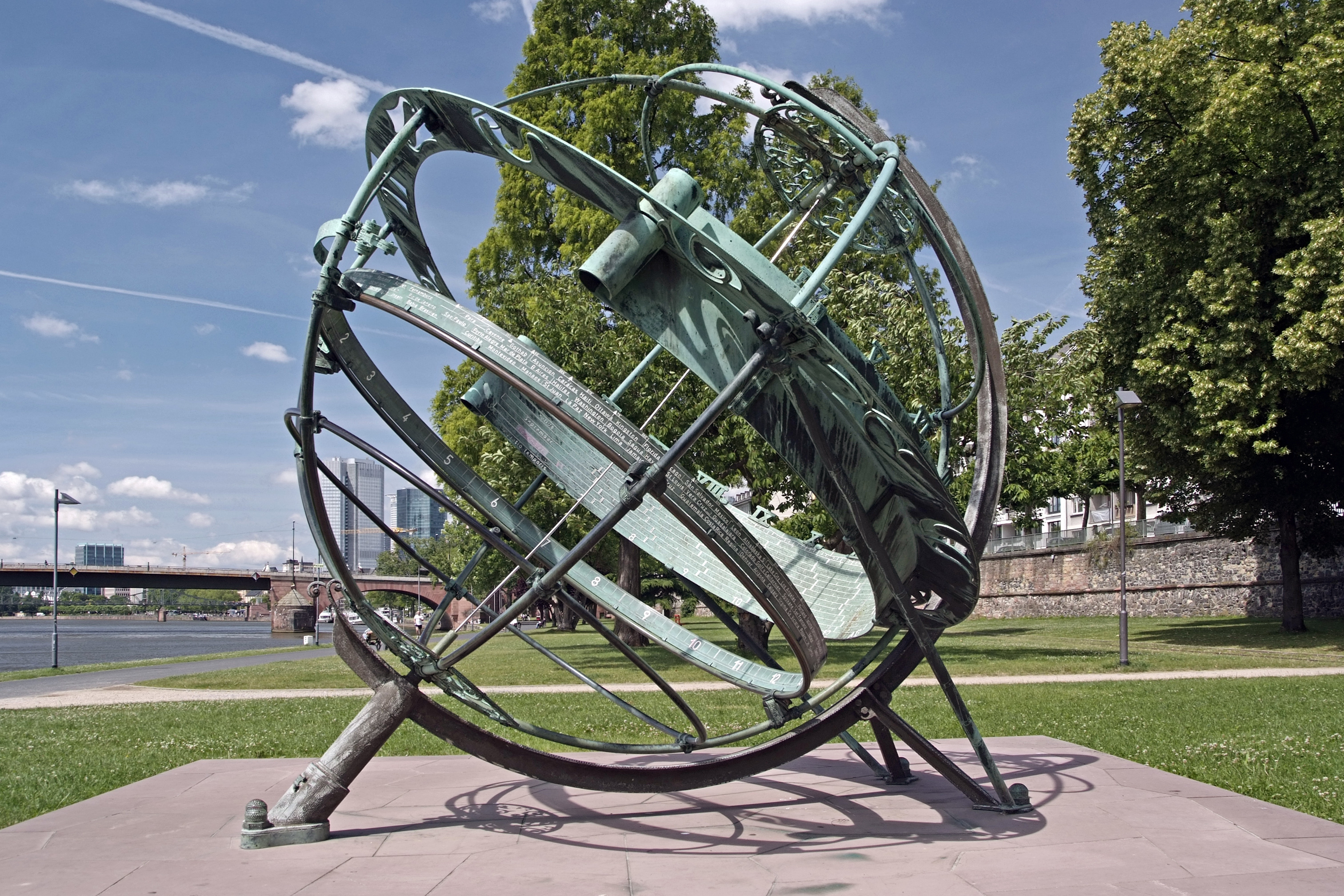
Ansicht von Südosten
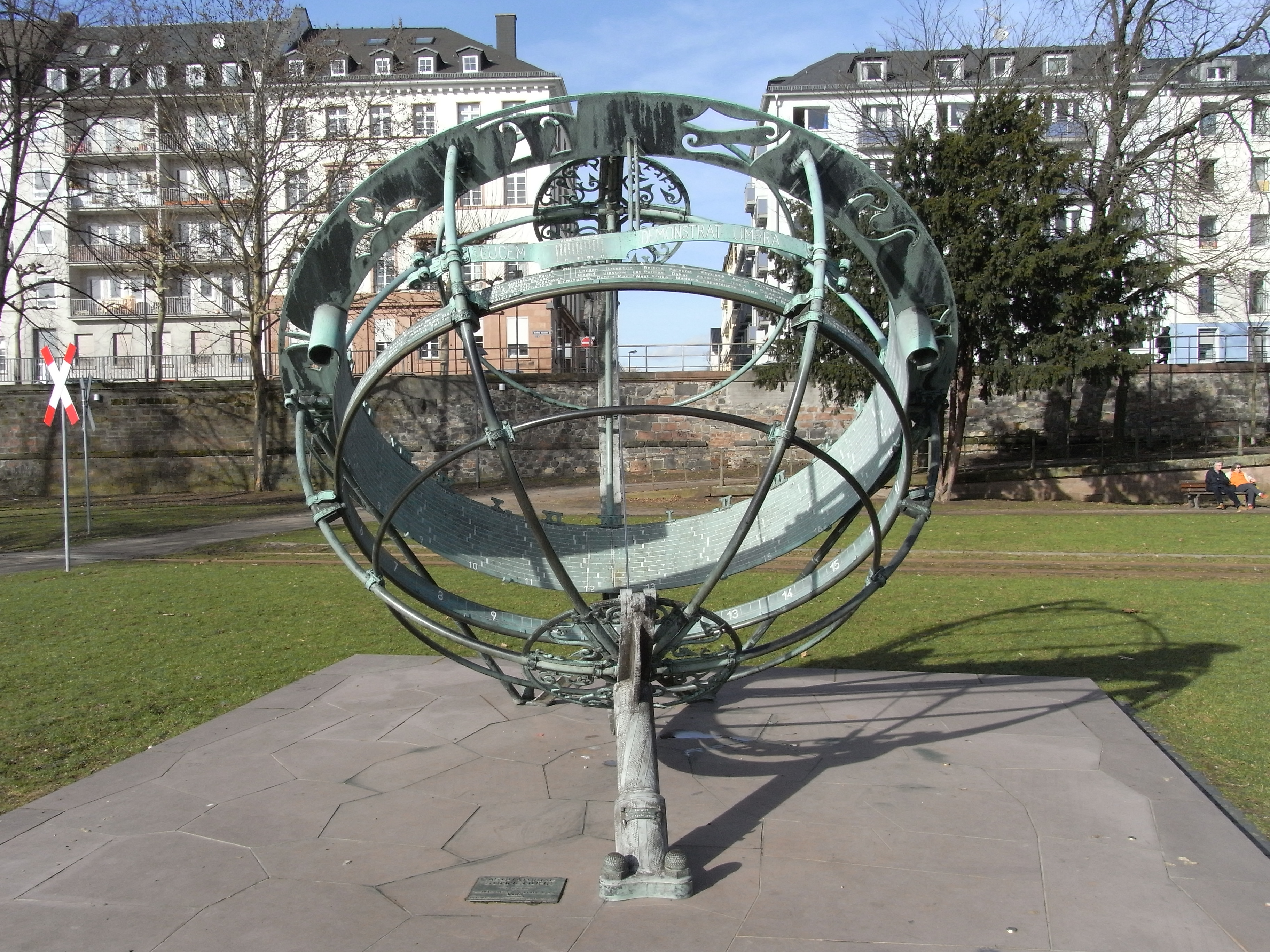
Ansicht von Süden
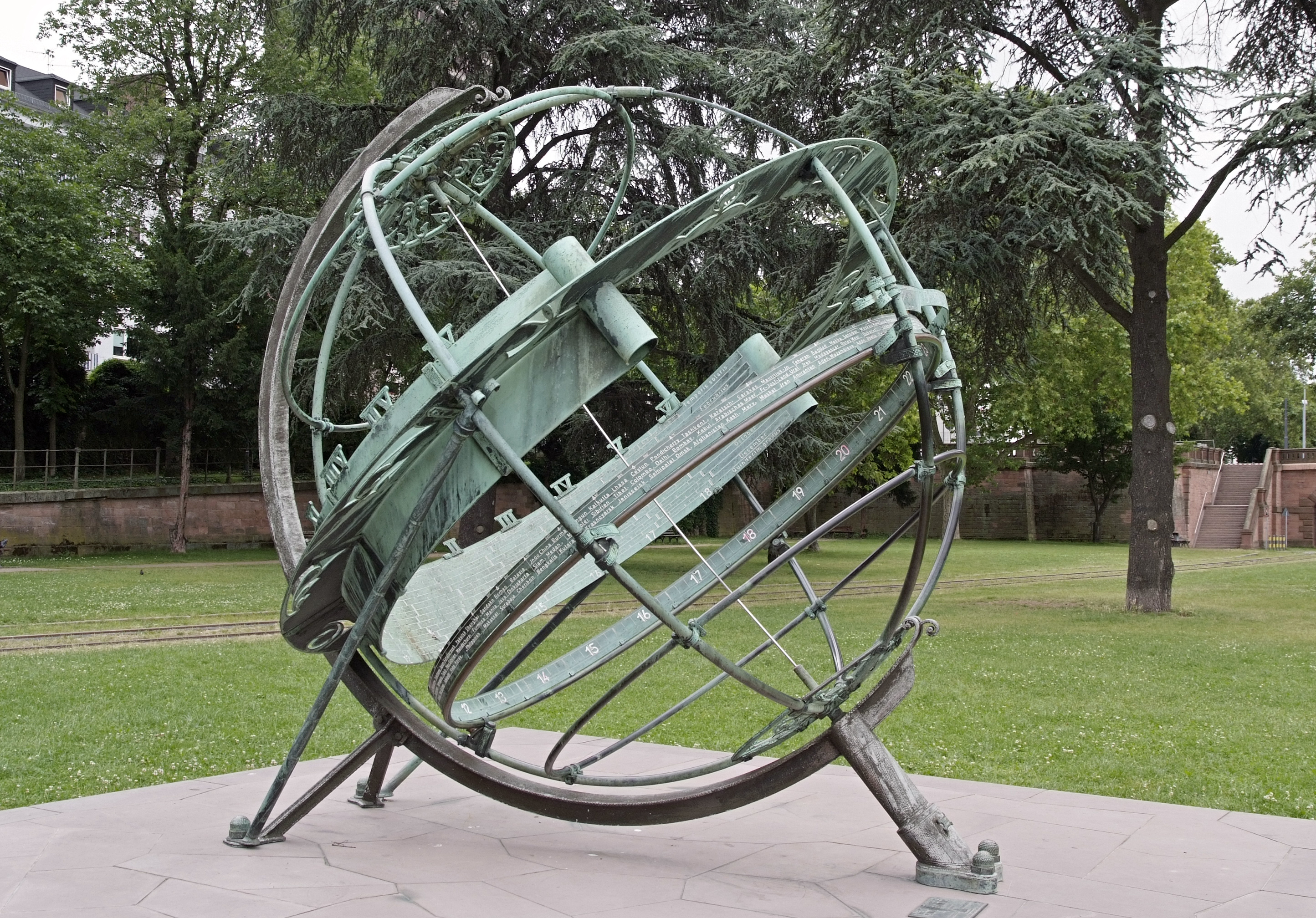
Ansicht von Südwesten
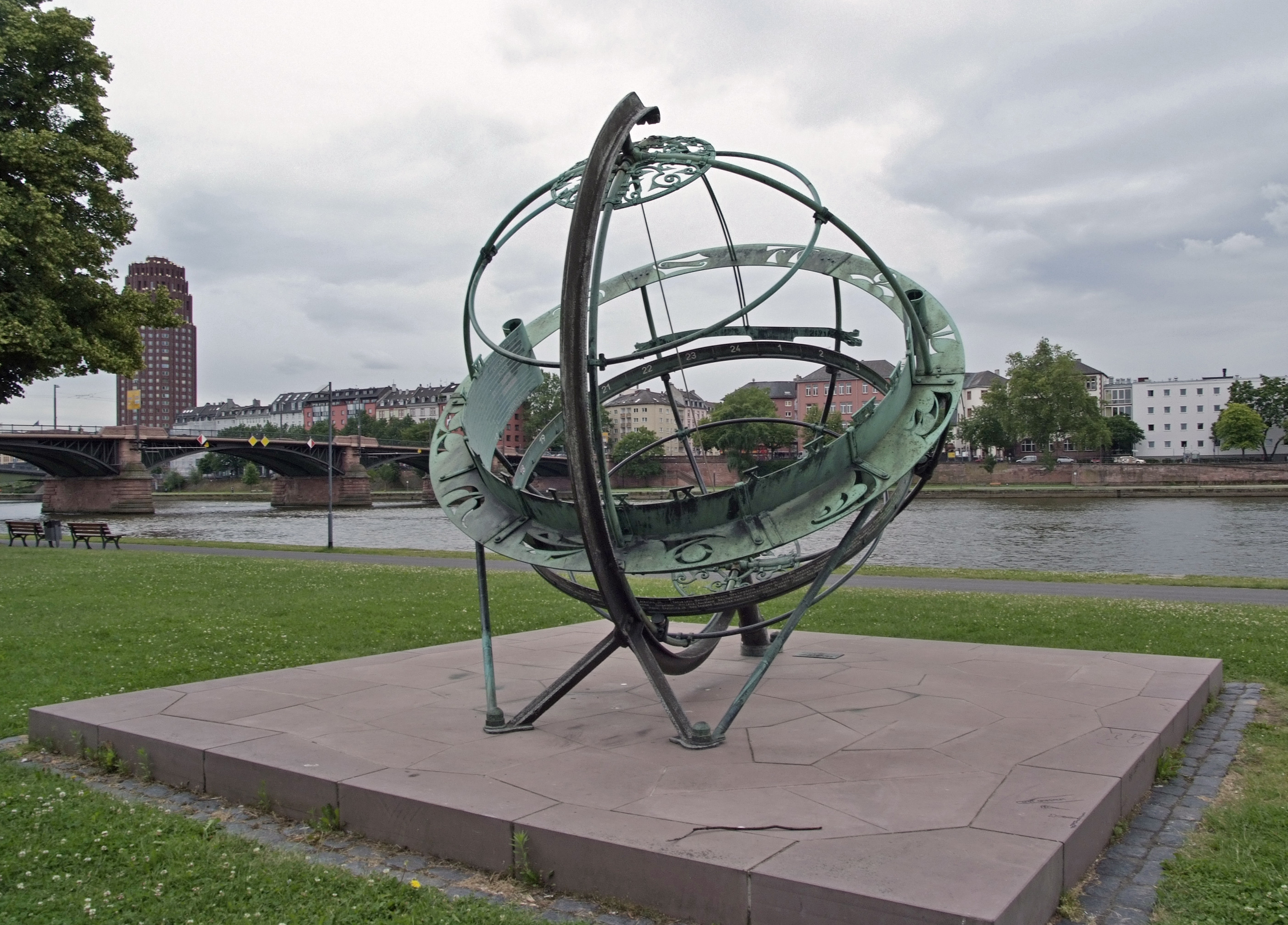
Ansicht von Nordwesten
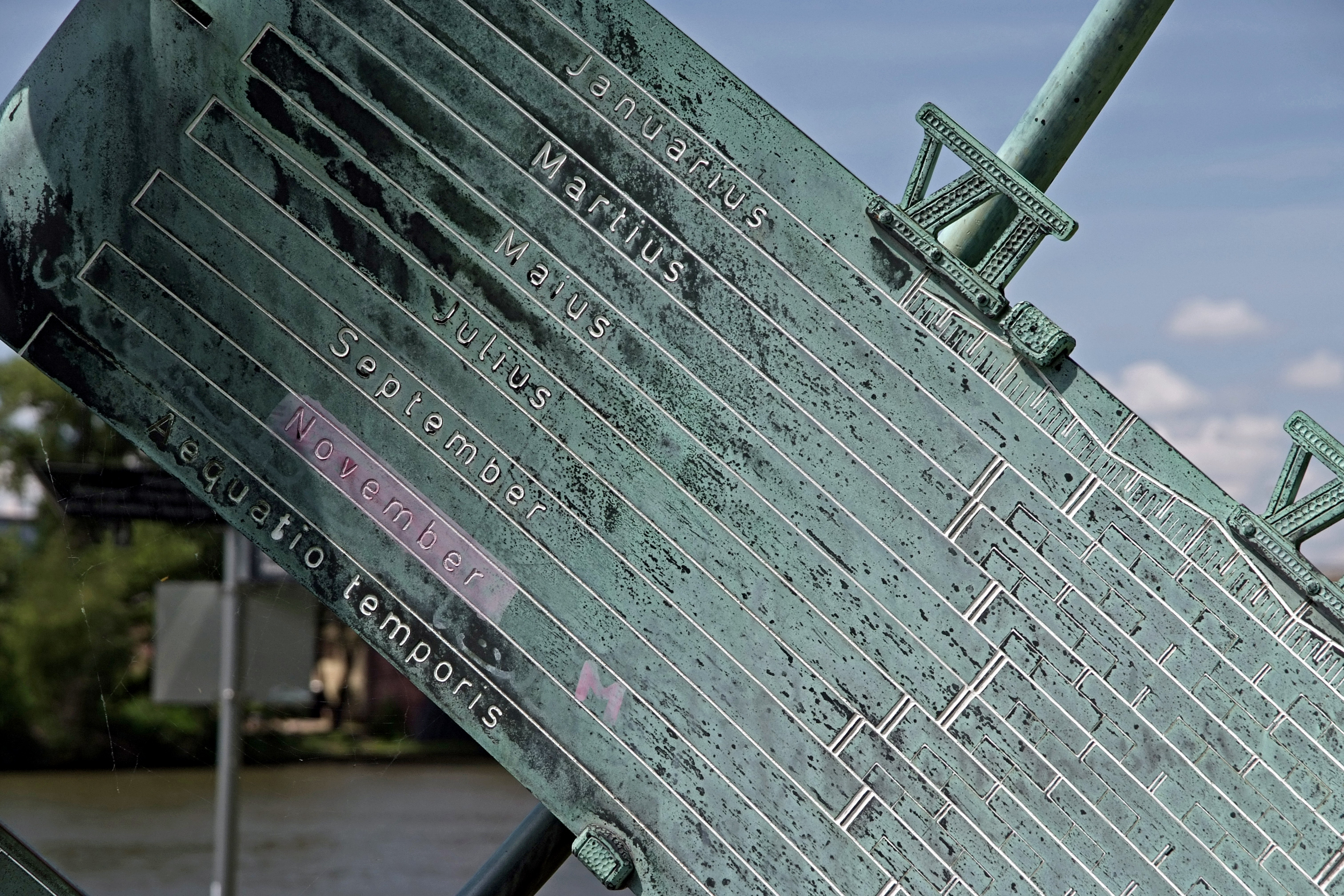
Hauptskala: morgendlicher Anfang; VI = wahre Ortszeit; Skalenstreifen für MEZ
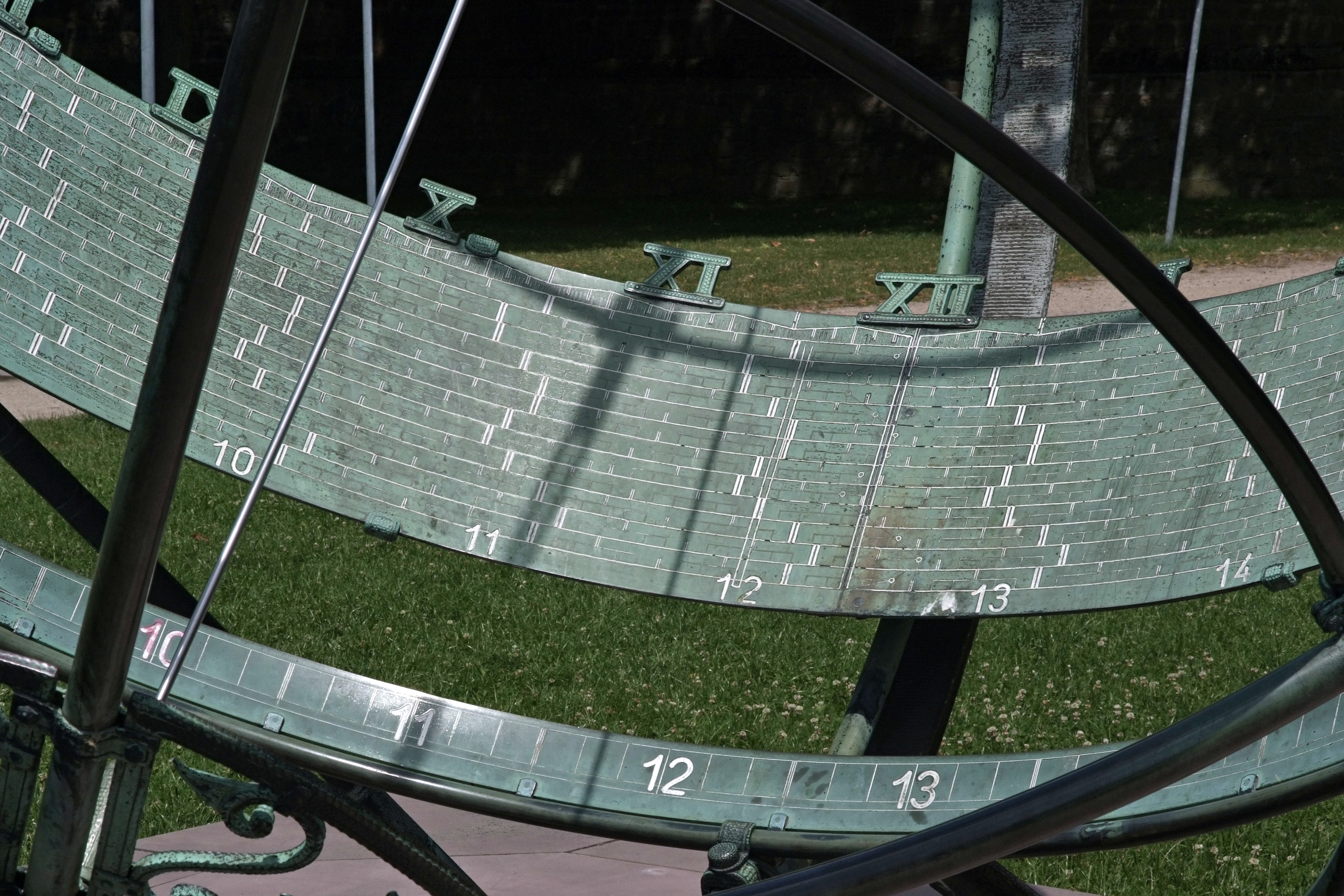
Oben: Hauptskala. Unten: drehbarer Weltzeitring, auf Frankfurt eingestellt (gleiche Stellung wie Hauptskala).
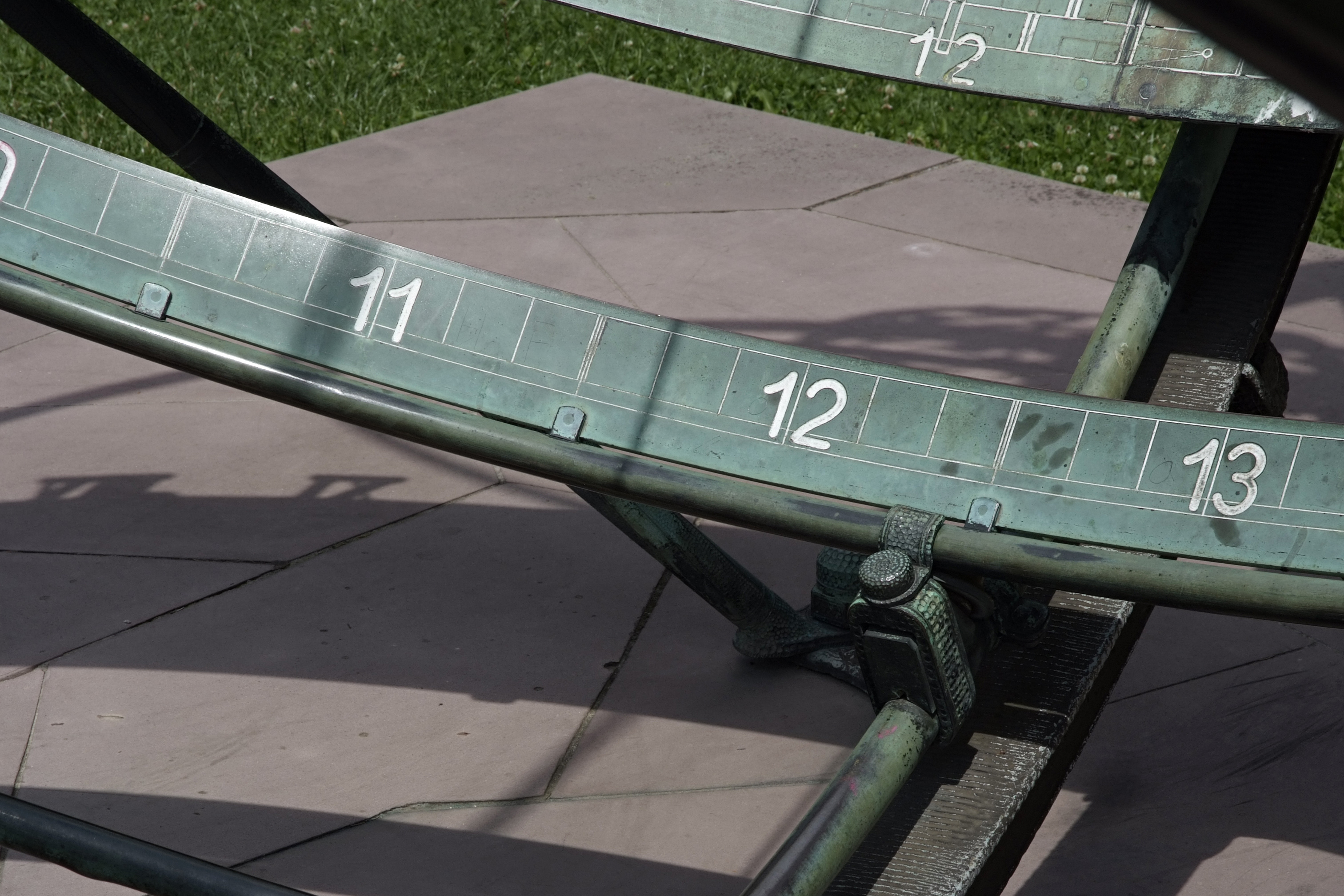
Drehbarer Weltzeitring unter der Hauptskala; abgedecktes Rollenlager in der Mitte unten
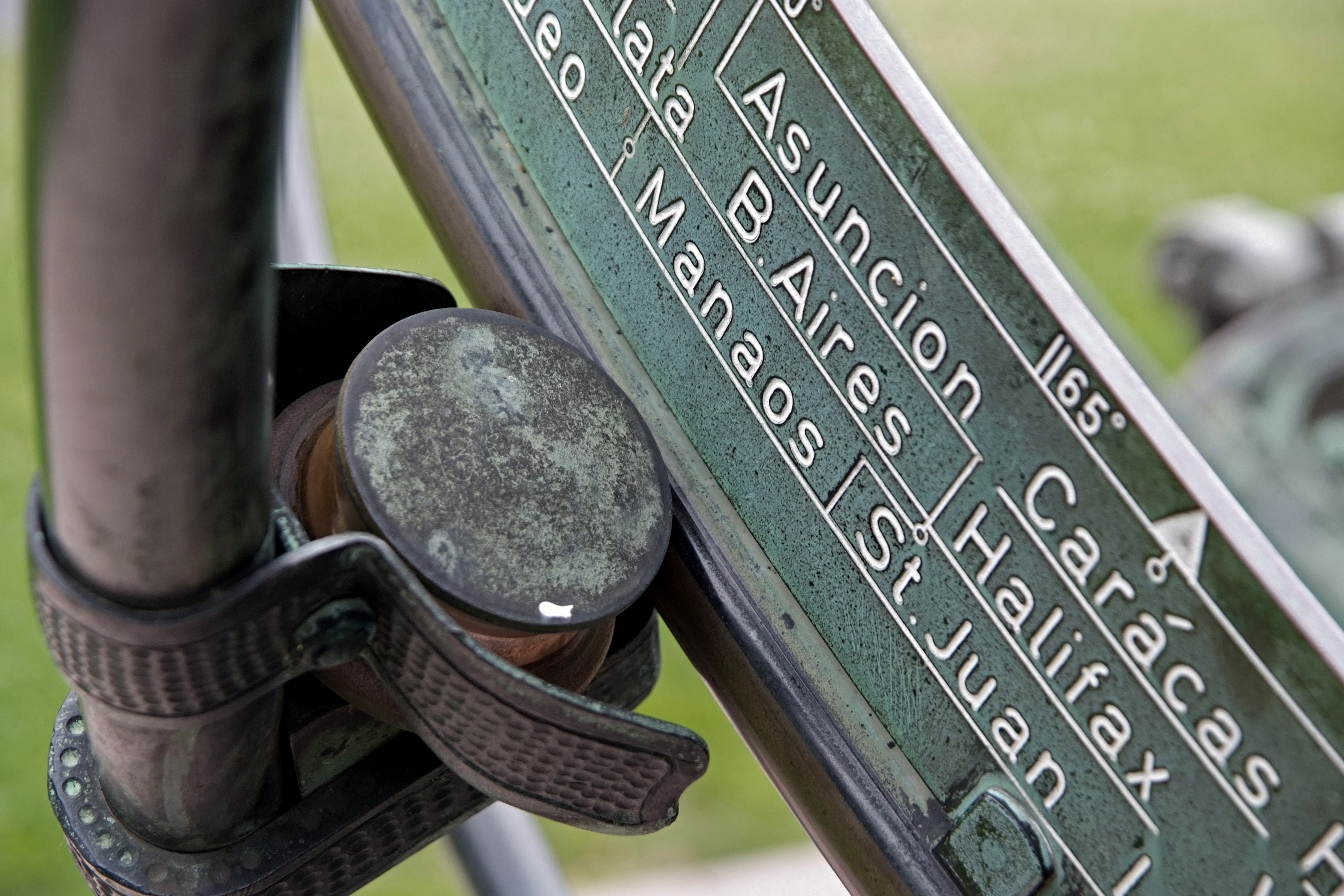
Abgedecktes seitliches Rollenlager für den Weltzeitring
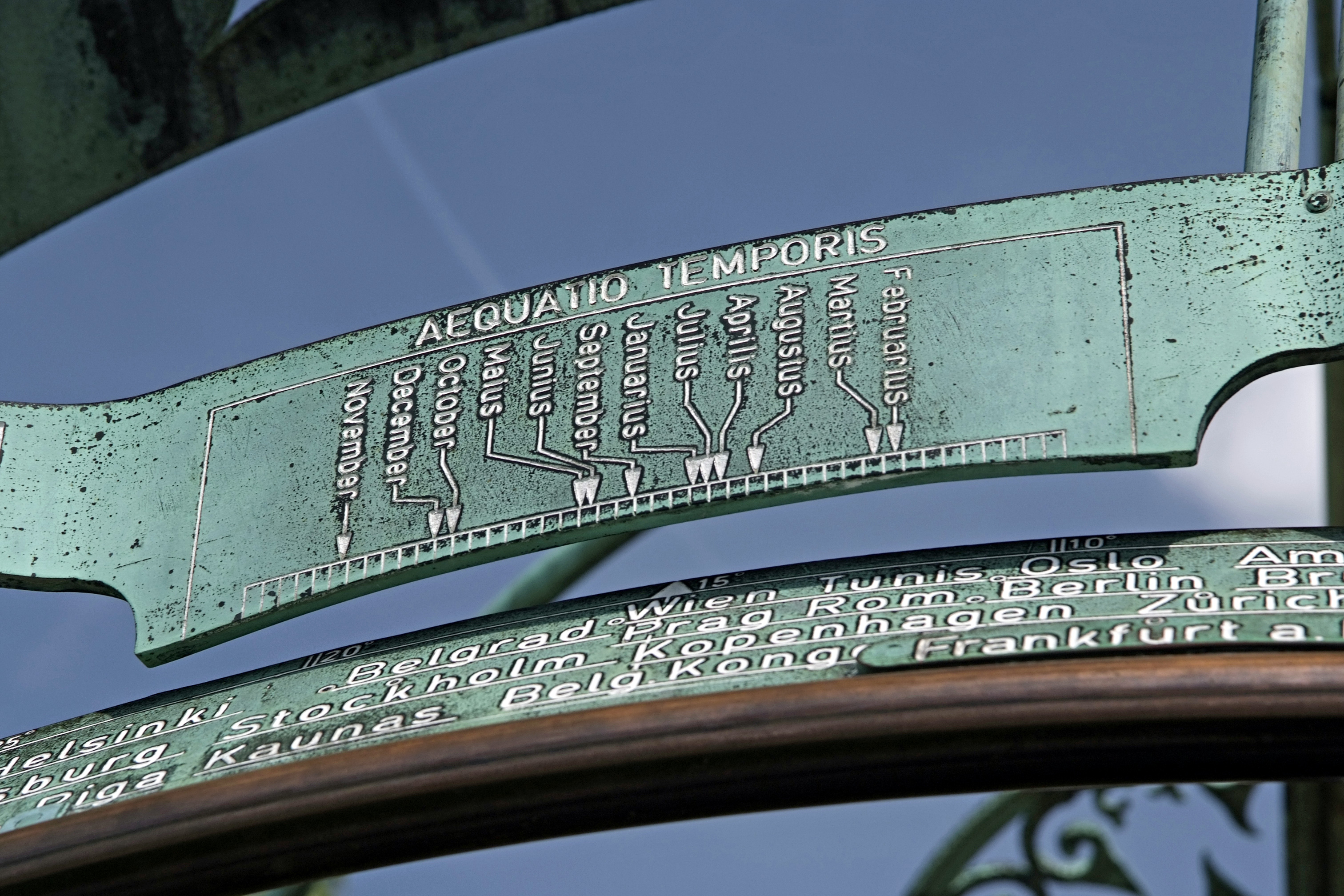
Einstellmarken für Weltzeitring: Stellung für Wien (etwa Dezember)
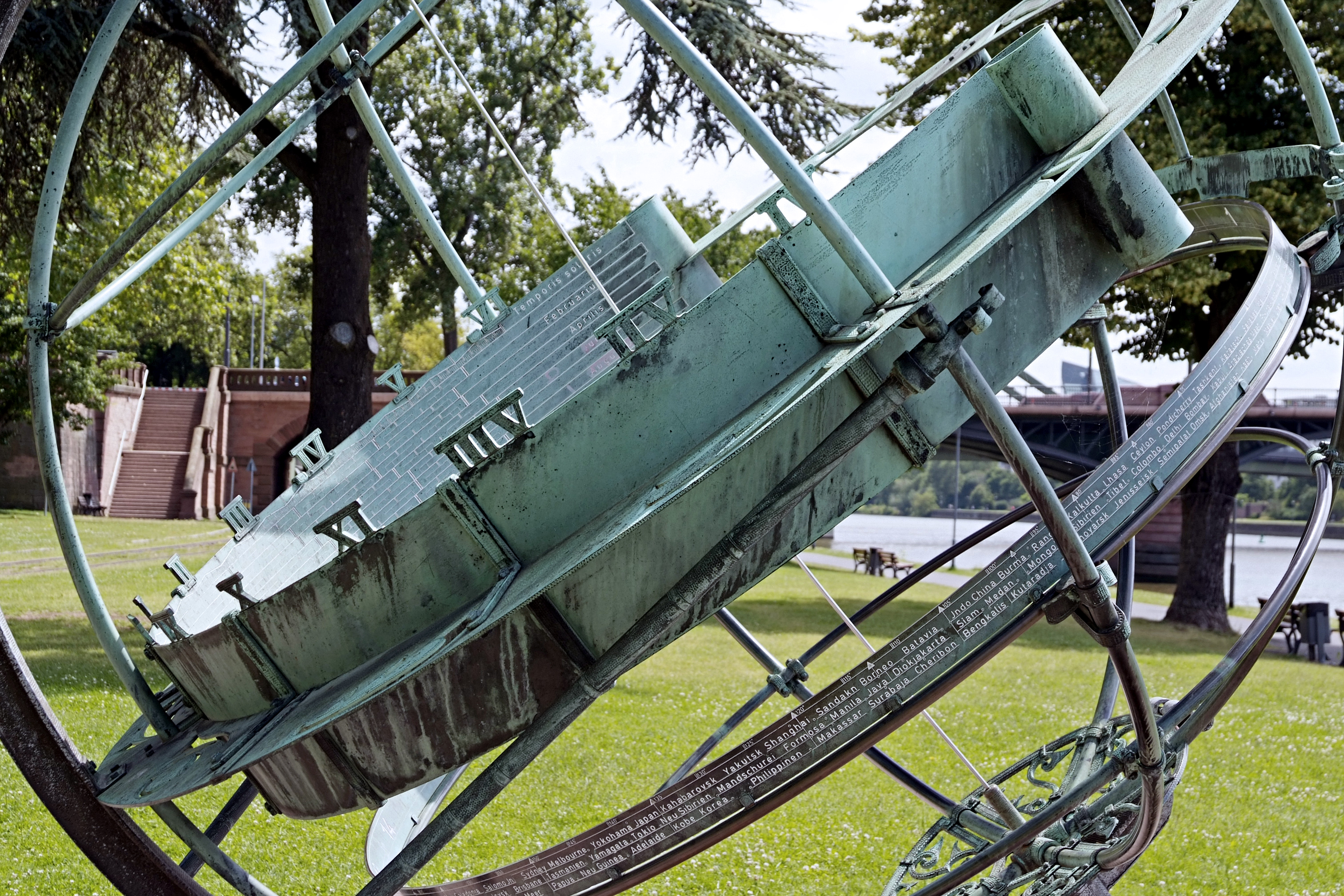
Ansicht von Westen; Mitte: Hauptskala (fest); unten: Weltzeitring (drehbar)
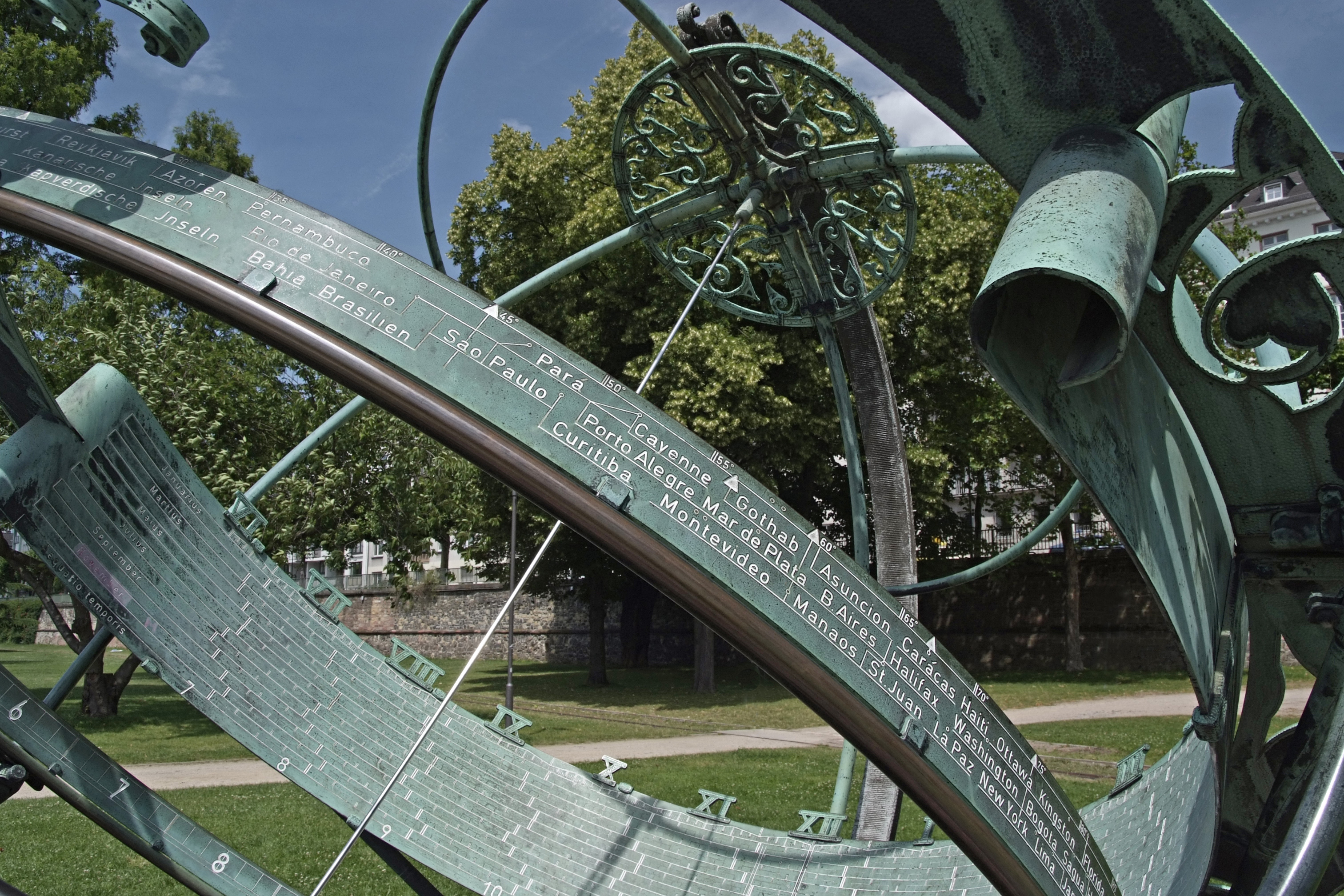
Blick von Südosten auf den Weltzeitring (vorne und hinten unten) und die Hauptskala (hinten)
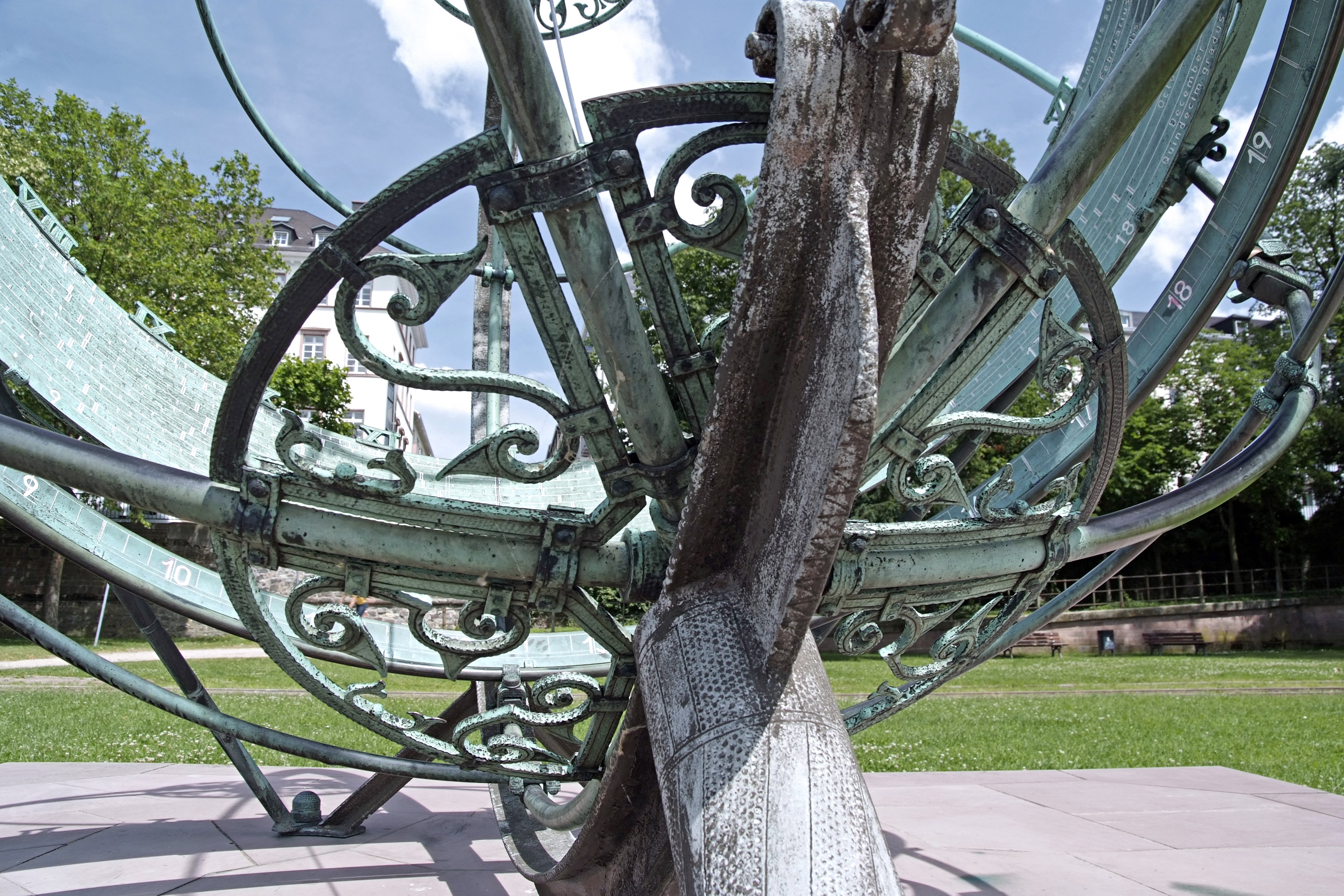
Ansicht von Süden (Südpol der Armillarsphäre)
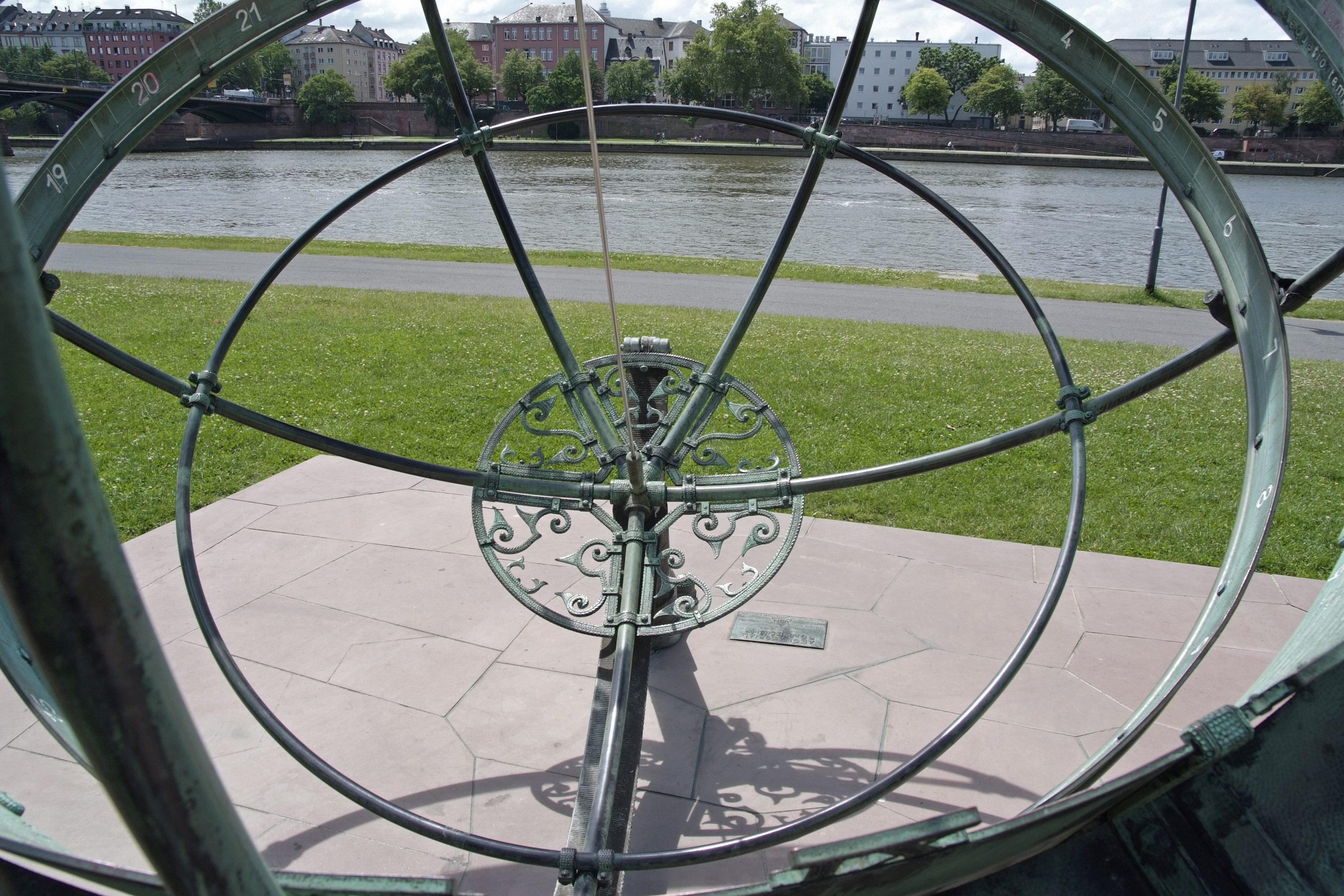
Blick von oben auf den Südpol der Armillarsphäre und die Innenseite des Weltzeitringes
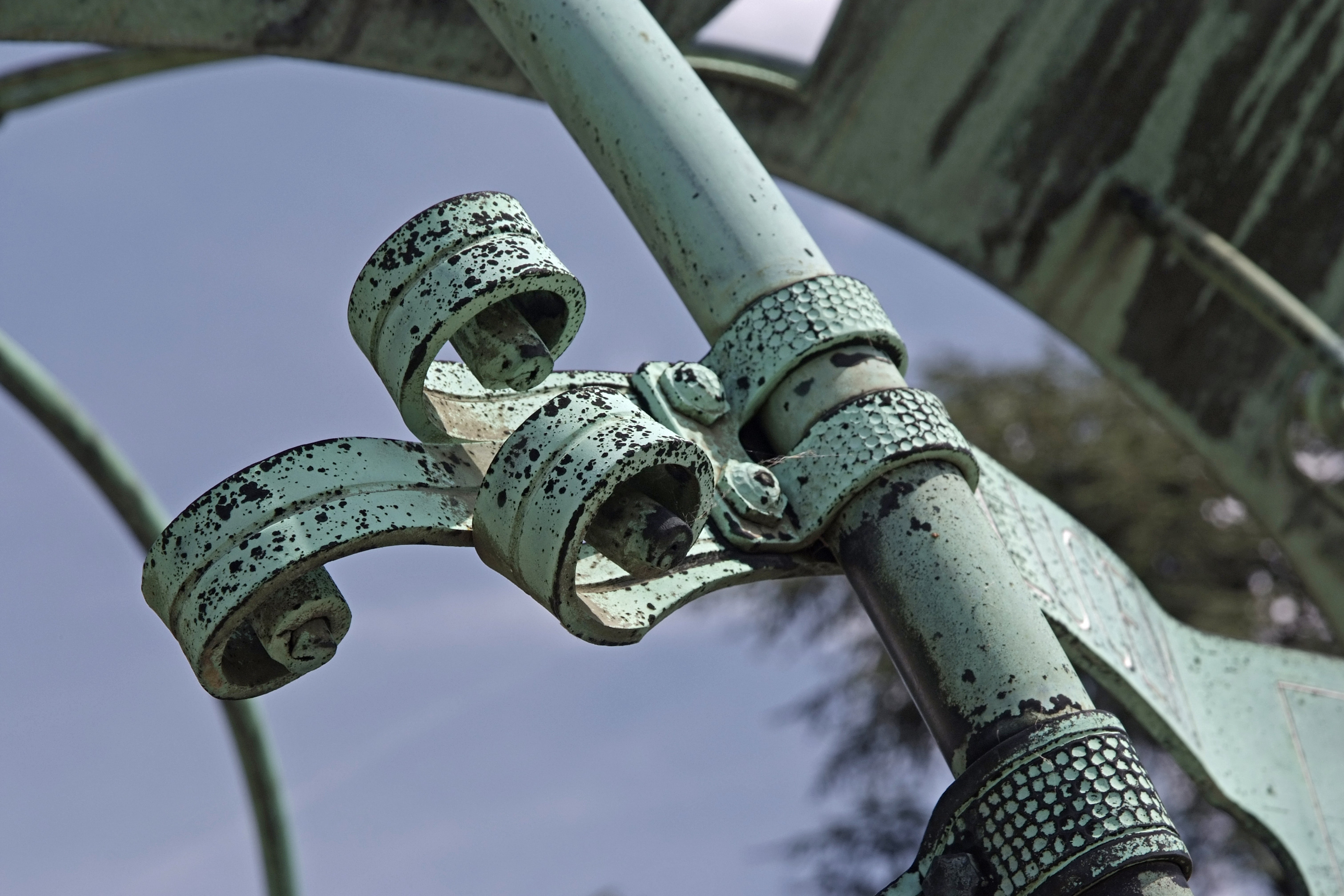
Detail: linkes Bandende mit der Inschrift Lucem Demonstrat Umbra
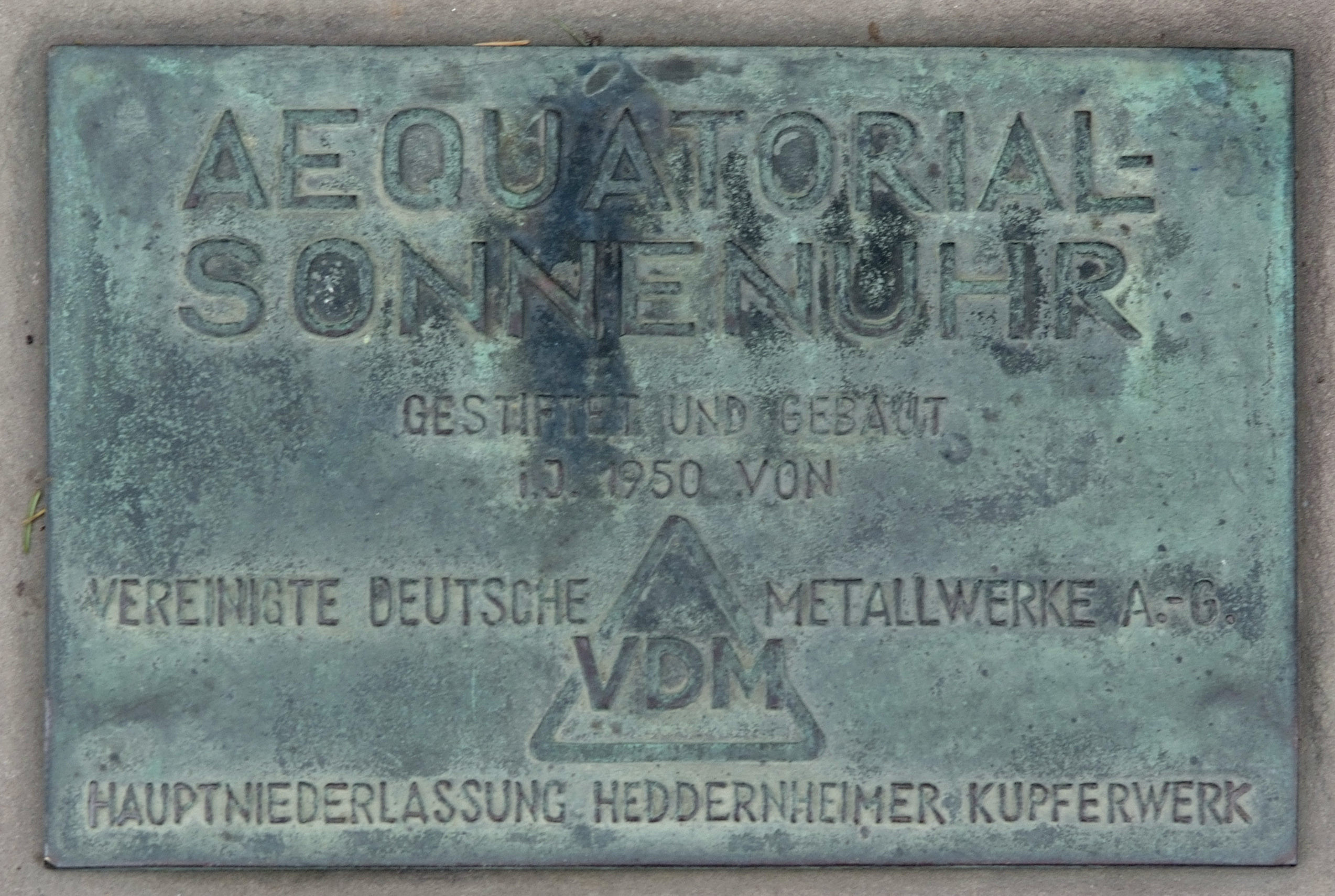
Stifterplakette von den Vereinigten Deutschen Metallwerken
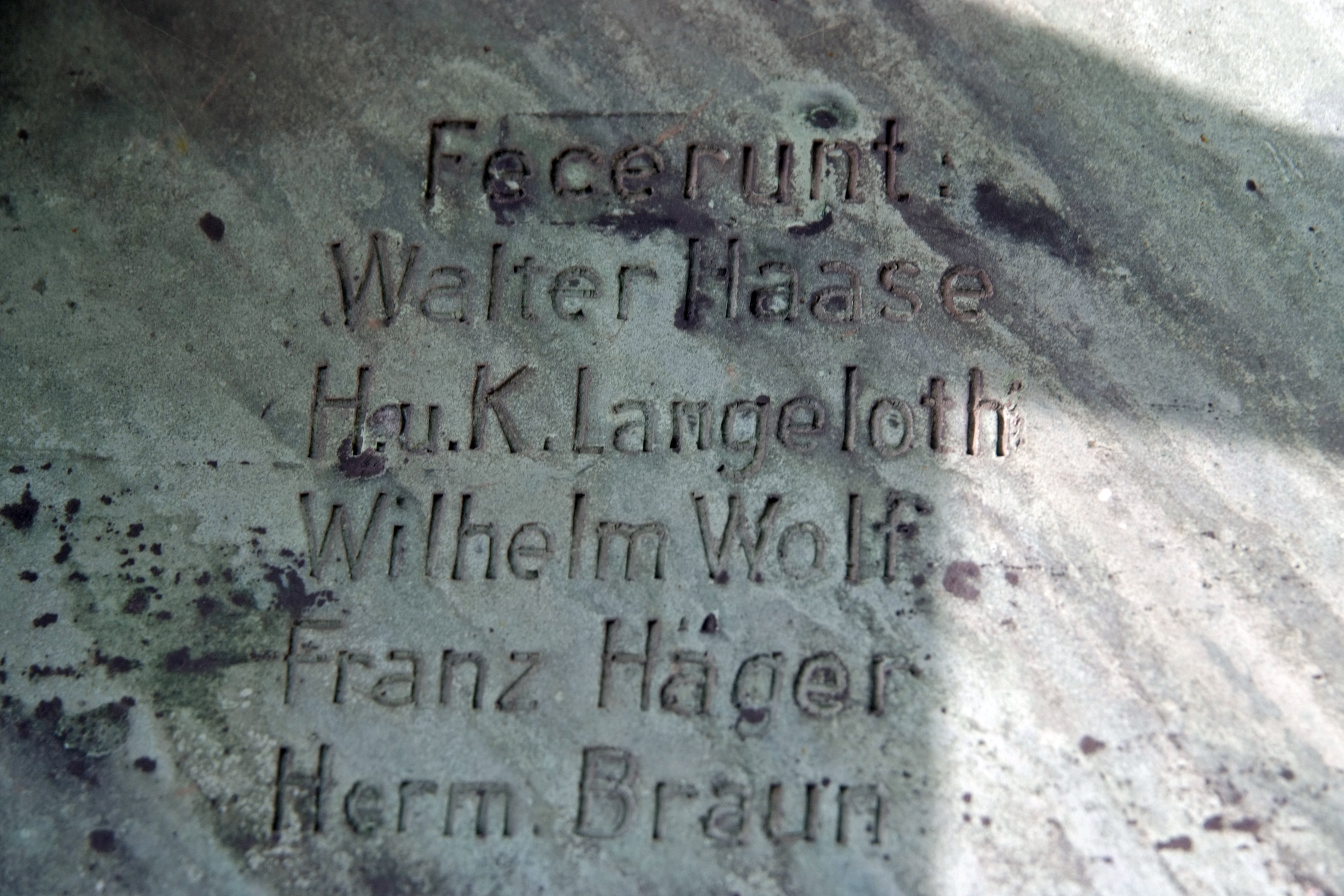
Namen der Erbauer